# Mázli (film, 2008)
A Mázli egy 2007-ben német-francia közreműködéssel készült, 2008-ban bemutatott színes, magyar filmszatíra, amit Keményffy Tamás rendezett. A filmet a Nógrád megyében található Cserhátszentivánon forgatták.

## Történet
Ógyarmat szegény kis zsákfalu az osztrák-magyar határon. Szekeres István mindent megpróbál elkövetni azért, hogy faluját kihúzza a slamasztikából. Csak az a baj, hogy a falu számára az ő jelenléte okozza a legtöbb problémát. Ezért megássa a saját sírját, de ekkor csoda történik. Megtalálja a falu alatt húzódó olajvezetéket. A falu titokban elkezdi árulni az olajat, de csakhamar híre megy a lopásnak. Ógyarmat azonban nem hagyja magát.

## Szereplők
- Lukáts Andor – Szekeres István
- Gyuricza István – Noskó Sándor
- Lázár Kati – Noskó Margit
- Loránt Deutsch (hangja: Bolba Tamás) – Noskó Iván
- Kerekes Vica – Szekeres Eszter
- Kiss Jenő – Imre, a pap
- Tóth Károly – Tóth Kálmán
- Kapácsy Miklós – Fischer Jenő
- Monori Lili – Mária, a csapos
- Felix Theissen – Helmut Zimmermann
- Varga Zoltán – rendőrőrnagy
- Elek Ferenc – rendőr
- Tilo Werner – Karl
- Novodomszky Éva – TV riporter (önmaga)
- Labáth Gábor – TV operatőr
- Lecső Péter – TV vágó
- Fresch Zoltán – rendőr
- Ungvári István
- Zádori Szilárd
- Behan Péter
- Garai Nagy Tamás
- Csonka Ibolya

## Díjak
- 40. Magyar Filmszemle: Legjobb férfi főszereplő: Lukáts Andor
- 40. Magyar Filmszemle: Legjobb forgatókönyvíró: Hegedűs Bálint

## Érdekesség
A filmben a  Gyuricza István által alakított karakter és családjának a vezetékneve Noskó, ami azért érdekes, mert a forgatási helyszín Cserhátszentiván egyik híres lakója Noskó Ernő olimpiai bajnok, ráadásul 1990 és 2007 között a község polgármesteri tisztségét is Noskó vezetéknevű személyek töltötték be.

## Külső hivatkozások
- PORT.hu
- IMDb.com
- FilmKatalogus.hu